# Liu Shoubin
Liu Shoubin (n. 3 martie 1968, Jiangyou⁠(d), Sichuan, Republica Populară Chineză) este un halterofil ce a reprezentat Republica Populară Chineză, medaliat olimpic. A participat la 2 ediții ale Jocurilor Olimpice (1988, 1992) în care a câștigat o medalie de argint și o medalie de bronz.